# Tsorbisi
Tsorbisi (en georgiano: წორბისი) o Tsorbis (en osetio: Цъорбис) es una aldea que pertenece a la parcialmente reconocida República de Osetia del Sur, parte del distrito de Znaur, aunque de iure pertenece al municipio de Tighvi de la región de Iberia Interior de Georgia.

## Toponimia
En algunas fuentes la aldea se conoce como Kvemo Tsorbisi (en georgiano: ქვემო წორბისი) o Dallag Tsorbis (en osetio: Дæллаг Цъорбис).

## Geografía
Tsorbisi se encuentra a orillas del río Froni Oriental, a 12 km de Kornisi. 

## Historia
La aldea se menciona en el censo del príncipe Juan de Georgia de 1794-1799. Según datos de 1847, estaba incluida entre las aldeas de la garganta de Kornisi y estaba habitada por osetios.
De 1922 a 1990, formó parte del distrito de Znaur del óblast autónomo de Osetia del Sur, siendo de mayoría osetia. De 1990 a 2006, formó parte del raión de Kareli y, desde 2006, forma parte del municipio de Tighva. 

## Demografía
La evolución demográfica de Tsorbisi entre 1916 y 2015 fue la siguiente:
| 623                                                      | 519 | 283 | 349 | 358 | 125 | 88 |
| (Fuente: Population of South Ossetia since Soviet times) |     |     |     |     |     |    |

Según el censo soviético de 1959, la mayoría de la población local eran osetios.  En los distintos censos, la composición étnica del pueblo es la siguiente:
|              | 1916      | 1916       |
| Grupo étnico | Población | Porcentaje |
| ------------ | --------- | ---------- |
| Georgianos   | 0         | 0%         |
| Osetios      | 623       | 100%       |
| Total        | 623       | 100%       |